# Tjänstegrader och uniformer i Guardia Civil
Tjänstegrader och uniformer i Guardia Civil visar den hierarkiska ordningen i spanska poliskåren Guardia Civil samt de uniformer och uniformsdräkter kåren bär.

## Tjänstegrader
| NATO kod                         | OF-8                             | OF-7                             | OF-6                             | OF-5                          | OF-4                      | OF-3                     | OF-2                      | OF-1                     | OF-1 |
| -------------------------------- | -------------------------------- | -------------------------------- | -------------------------------- | ----------------------------- | ------------------------- | ------------------------ | ------------------------- | ------------------------ | ---- |
| Bandera de España                |                                  |                                  |                                  |                               |                           |                          |                           |                          |      |
| Teniente General Generaldirektör | General de División Överdirektör | General de Brigada Polisdirektör | Coronel Biträdande polisdirektör | Teniente Coronel Polismästare | Comandante Polisintendent | Capitán Polissekreterare | Teniente Polissekreterare | Alférez Polissekreterare |      |
|                                  |                                  |                                  |                                  |                               |                           |                          |                           |                          |      |

| NATO kod          | OR-9                              | OR-9                              | OR-9                              | OR-9                                   | OR-9                                   | OR-9                                   | OR-8                               | OR-8                               | OR-7                                        | OR-7                                        | OR-6                                | OR-6                                | OR-6                                | OR-6                                | OR-6                                | OR-6                                | OR-5                      | OR-5                      | OR-5                      | OR-5                      | OR-5                      | OR-5                      | OR-4                        | OR-4                        | OR-3                            | OR-3                            | OR-2                                 | OR-2                                 | OR-2                                 | OR-2                                 | OR-2                                 | OR-2                                 | OR-1                         |
| ----------------- | --------------------------------- | --------------------------------- | --------------------------------- | -------------------------------------- | -------------------------------------- | -------------------------------------- | ---------------------------------- | ---------------------------------- | ------------------------------------------- | ------------------------------------------- | ----------------------------------- | ----------------------------------- | ----------------------------------- | ----------------------------------- | ----------------------------------- | ----------------------------------- | ------------------------- | ------------------------- | ------------------------- | ------------------------- | ------------------------- | ------------------------- | --------------------------- | --------------------------- | ------------------------------- | ------------------------------- | ------------------------------------ | ------------------------------------ | ------------------------------------ | ------------------------------------ | ------------------------------------ | ------------------------------------ | ---------------------------- |
| Bandera de España | Insignia de Suboficial Mayor      | Insignia de Suboficial Mayor      | Insignia de Suboficial Mayor      | Insignia de Subteniente                | Insignia de Subteniente                | Insignia de Subteniente                | Insignia de Brigada                | Insignia de Brigada                | Insignia de Sargento Primero                | Insignia de Sargento Primero                | Insignia de Sargento                | Insignia de Sargento                | Insignia de Sargento                | Insignia de Sargento                | Insignia de Sargento                | Insignia de Sargento                | Insignia de Cabo Mayor    | Insignia de Cabo Mayor    | Insignia de Cabo Mayor    | Insignia de Cabo Mayor    | Insignia de Cabo Mayor    | Insignia de Cabo Mayor    | Insignia de Cabo Primero    | Insignia de Cabo Primero    | Insignia de Cabo                | Insignia de Cabo                | Insignia de Soldado de primera       | Insignia de Soldado de primera       | Insignia de Soldado de primera       | Insignia de Soldado de primera       | Insignia de Soldado de primera       | Insignia de Soldado de primera       | Insignia de Soldado          |
| Bandera de España | Suboficial Mayor Poliskommissarie | Suboficial Mayor Poliskommissarie | Suboficial Mayor Poliskommissarie | Subteniente Polisinspektör (gruppchef) | Subteniente Polisinspektör (gruppchef) | Subteniente Polisinspektör (gruppchef) | Brigada Polisinspektör (gruppchef) | Brigada Polisinspektör (gruppchef) | Sargento Primero Polisinspektör (gruppchef) | Sargento Primero Polisinspektör (gruppchef) | Sargento Polisinspektör (gruppchef) | Sargento Polisinspektör (gruppchef) | Sargento Polisinspektör (gruppchef) | Sargento Polisinspektör (gruppchef) | Sargento Polisinspektör (gruppchef) | Sargento Polisinspektör (gruppchef) | Cabo Mayor Polisinspektör | Cabo Mayor Polisinspektör | Cabo Mayor Polisinspektör | Cabo Mayor Polisinspektör | Cabo Mayor Polisinspektör | Cabo Mayor Polisinspektör | Cabo Primero Polisinspektör | Cabo Primero Polisinspektör | Cabo Vicekorpral Polisinspektör | Cabo Vicekorpral Polisinspektör | Guardia Civil Primera Polisassistent | Guardia Civil Primera Polisassistent | Guardia Civil Primera Polisassistent | Guardia Civil Primera Polisassistent | Guardia Civil Primera Polisassistent | Guardia Civil Primera Polisassistent | Guardia Civil Polisassistent |

## Uniformer
| Moderna uniformer (2014)        |                                 |                             |                   |                        |                                                     |                                                     |                                       |
|                                 |                                 |                             |                   |                        |                                                     |                                                     |                                       |
| Arbetsdräkt Långärmad pikétröja | Arbetsdräkt Kortärmad pikétröja | Arbetsdräkt Tvåfärgad tröja | Arbetsdräkt Jacka | Arbetsdräkt Varselväst | Arbetsdräkt - trafikövervakning Långärmad pikétröja | Arbetsdräkt - trafikövervakning Kortärmad pikétröja | Arbetsdräkt - trafikövervakning Jacka |

|                                 |                               |                              |                         |                            |                                     |                           |                        |
|                                 |                               |                              |                         |                            |                                     |                           |                        |
| USECIC (Piketstyrkor) Fältdräkt | GAR (Insatsstyrka) Skyddsväst | GRS (Kravallpolis) Fältdräkt | GRS Kortärmad pikétröja | Sjöpolis Arbetsdräkt - sjö | Sjöpolis Arbetsdräkt - sjö (sommar) | GEAS (Grodmän) Dykardräkt | GEAS Arbetsdräkt - sjö |

|                                                |                     |                     |                |                        |              |                   |                           |
|                                                |                     |                     |                |                        |              |                   |                           |
| UCO (Centralkriminalpolis) Identifikationsväst | Daglig dräkt Vinter | Daglig dräkt Sommar | Trupparaddräkt | Trupparaddräkt Student | Högtidsdräkt | Stor högtidsdräkt | Stor paraddräkt Till fots |

|                                          |                              |  |  |  |  |  |  |
|                                          |                              |  |  |  |  |  |  |
| GREIM (Bergsräddning) Arbetsdräkt - berg | Fältstridsdräkt Militärpolis |  |  |  |  |  |  |